# 三棱枝杭子梢
三棱枝杭子梢（学名：Campylotropis trigonoclada）为豆科杭子梢属下的一个种。